# Karine Gottot
Karine Gottot est une scénariste de bande dessinée québécoise née en 1975 à Sherbrooke. Elle a signé plusieurs séries pour la jeunesse, dont la plus connue est Les Dragouilles, réalisée avec Maxim Cyr.

## Biographie
Née en 1975 à Sherbrooke, Karine Gottot est titulaire « d'un baccalauréat en enseignement de la géographie et de l'histoire » et elle a exercé dans l'enseignement. 
Elle s'associe avec Maxim Cyr pour créer, à partir de 2010, la série Les dragouilles, « des petits personnages gris aux grands yeux blancs » qui « font "découvrir" les grandes villes du monde aux enfants » sous un angle humoristique. Les personnages ressemblent au « croisement entre une patate et une gargouille ». En août 2020, les Dragouilles comptent 22 albums et 325 000 exemplaires vendus. La série donne lieu à de courts spectacles dans les salons du livre et servent à des activités pédagogiques. En parallèle, les auteurs développent des fiches de lecture pour les écoliers et des cahiers d'activités sur les Dragouilles. Les deux auteurs signent également Hop !, en 2012, qui décrit « des situations parfois drôles ou embarrassantes qui se déroulent à l'hôpital ».
Karine Gottot collabore avec Mathieu Lampron sur une nouvelle série, Les Mutamatak, dont le premier volume paraît en 2014. En 2021, avec le même dessinateur, paraît le premier tome des Oizofilos.

### Vie personnelle
Après avoir perdu, en mai 2009, sa sœur Mélanie, Karine Gottot lui rend hommage  en organisant un « Cyclocervo », une course cycliste pour recueillir des fonds en faveur de la Fondation canadienne des tumeurs cérébrales (plus de 10 000 dollars),.

## Œuvres
Sauf mention contraire, Karine Gottot est scénariste.
- Les dragouilles, dessin de Maxim Cyr, Éditions Michel Quintin ; 2010 - ... (22 albums parus en 2020)
- Hop !, dessin de Maxim Cyr, Éditions Michel Quintin, 2012  (ISBN 978-2-89435-624-1)
- Les Mutamatak, dessin de Mathieu Lampron, Éditions Michel Quintin, 2 volumes : 2014 - 2016
- Les dragouilles - Complètement BD, dessin de Maxim Cyr, éditions Kennes, 2019 - ...
- Les Oizofilos, illustrations de Mathieu Lampron, Éditions Bayard Canada, Collection Explorateurs

1. Pause philo, 2021  (ISBN 9782897703431)